# Acacia cuthbertsonii
Acacia cuthbertsonii là một loài thực vật có hoa trong họ Đậu. Loài này được Luehm. miêu tả khoa học đầu tiên.